# Henri Duez
Henri Duez (La Comté, 18 de dezembro de 1937 – 6 de março de 2025) foi um ciclista de estrada francês. Competiu nos Jogos Olímpicos de Verão de 1960 na corrida de 100 km contrarrelógio por equipes, terminando em sétimo lugar. Venceu o Route de France em 1959 e a Volta à Catalunha em 1961. Em 1965, Duez venceu uma corrida de uma dia em Lubersac e terminou em 14º no Tour de France.

## Morte
Duez morreu no dia 6 de março de 2025, aos 87 anos.